# 황화강 사건

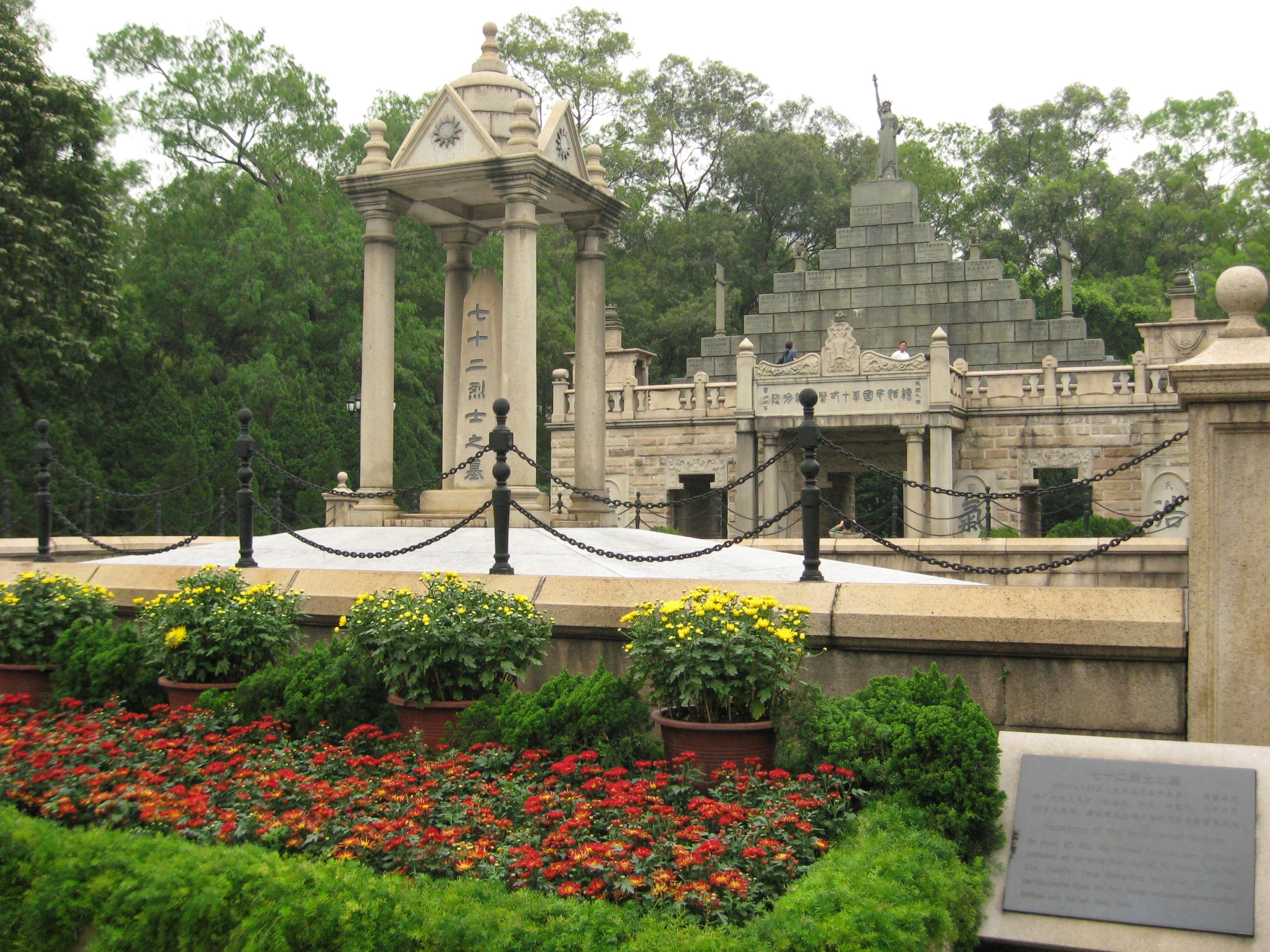
'황화강 사건'의 희생자들이 묻힌 72열사들의 묘.

황화강 사건(黃花岡事件, 영어: Second Guangzhou (Canton) Uprising, Yellow Flower Mound Uprising, Guangzhou Xinhai Uprising)은 1911년 4월 27일 중국 동맹회가 광저우(廣州)에서 일으킨 반청(反淸) 무장봉기를 말한다. 72열사 사건, 신해광저우 봉기라고도 한다.

## 개요
1910년 11월 13일 손문은 빈랑위(檳榔嶼)에서 비밀리에 '광저우 봉기계획'을 의정하고 손문 자신은 모금활동을 계속하기 위해 외유하였다. 1911년 1월 황흥(黃興)·조성(趙聲) 등은 홍콩에서 통주부(統籌部)를 세웠다. 그 해 4월 초순 제1회 분의 무기로서 일본에서 권총 115정과 총탄 4천 발이 도착될 예정이었으나 이를 운반하는 책임자가 모지(門可)까지 왔다가 홍콩에서 검사가 철저하다는 소문을 듣고 그 소중한 무기를 바다에 던져 버렸다. 후속분은 예정대로 순조롭게 홍콩에 도착했다. 홍콩에 도착한 무기는 극비리에 광저우로 운반될 예정이었으나 광저우에서 동맹회원 온생재의 테러 사건이 일어나 경계가 매우 삼엄하였다. 온생재는 영록의 조카인 광저우장군(廣州將軍) 부기(孚琦)에게 5발의 총탄을 퍼부어 사살하였다. 사실은 광저우 신군 사건을 진압한 수사제독(水師提督) 이준(李準)을 죽인다는 것이 잘못되어 부기를 쏜 것이었다. 온생재는 자수해서 처형되었고 이로 인하여 광저우의 경계가 삼엄한 가운데 일본에서 무기 수송이 실패한 데 이어 미국의 송금마저 늦어져 봉기 날짜는 4월 29일로 연기되었다.
이 사건을 총지휘하기 위하여 황흥이 홍콩에서 광저우로 잠입하였다. 이때 어느 여성 회원이 홍콩에서 광저우로 급히 달려와 혁명파의 동지로 여겼던 진경파(陳鏡波)가 사실은 당국의 스파이로서 이 사건이 그에 의해 이미 누설되었다는 사실을 보고하고 다시한번 봉기 날짜를 연기할 것을 요청하였다. 그녀의 요청에 대해 황흥은 '이제 주사위는 던져졌으니 예정대로 결행할 수밖에 없다.'고 말하였다. 그런데 이 여성회원의 정보는 정확한 정보였음이 나중에 판명되었다.
청나라 정부측은 밀정의 보고에 의해 혁명파의 움직임을 면밀히 탐지하고 있었다. 혁명파의 결사대가 총독관서에 돌입했을 때 그곳은 완전히 비어 있었고 수사제독 이준은 대군을 거느리고 그물을 쳐놓고 있었다. 혁명파는 혈로를 뚫고 그곳에서 겨우 탈출했으나 도중에서 방영삼영(防營三營)과 마주쳤다. 사실 이 부대는 혁명파와 내통하여 이준을 제물로 하기 위하여 순덕에서 광저우로 급히 달려오던 중이었다. 그러나 연락이 제대로 안되어 탈출한 혁명파 결사대가 이를 적으로 오인하고 발포하는 바람에 같은패끼리 혈전이 벌어져 많은 희생자를 내고 말았다.
청군은 혁명파의 시체 72구를 연고 없는 시체로 취급하여 공동묘지에 장사지내기로 하였다. 그러나 반달(潘達)이라는 사람이 광저우에 황화강(黃花崗)이라는 곳에 묘지로 제공하여 그곳에 합장했는데, 역사적으로 이들을 72열사라고 부른다.

## 참고서적 및 외부 링크
- 《이야기 중국사3》,청아출판사.2006